# Hrazany
Hrazany là một làng thuộc huyện Písek, vùng Jihočeský, Cộng hòa Séc.